# Даминху
Даминху (кит. 大明湖) — небольшое озеро на севере города Цзинань в провинции Шаньдун на северо-востоке Китая.
Является одной из главных достопримечательностей старого Цзинаня, занимая площадь в 46,5 га, что составляет 25 % общей его территории. Средняя глубина озера — 2 м, а максимальная — 4 м.
Озеро питают артезианские источники карстового типа и, следовательно, в нём сохраняется довольно постоянный уровень воды в течение всего года. В озере расположены девять небольших островов.
Озеро окружено парком со множеством старинных павильонов, некоторые из которых стоят на островах в озере.

## Галерея

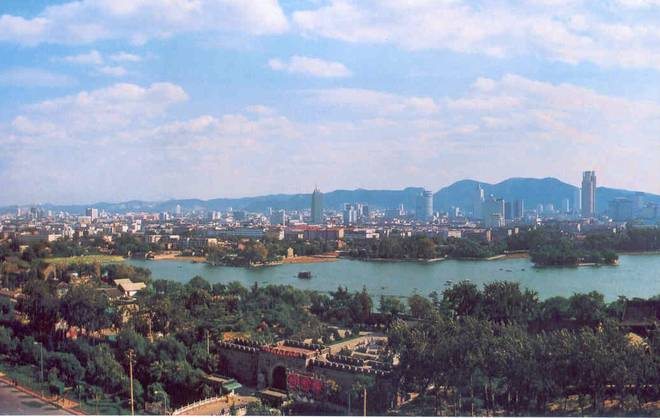
Озеро Даминху и город Цзинань
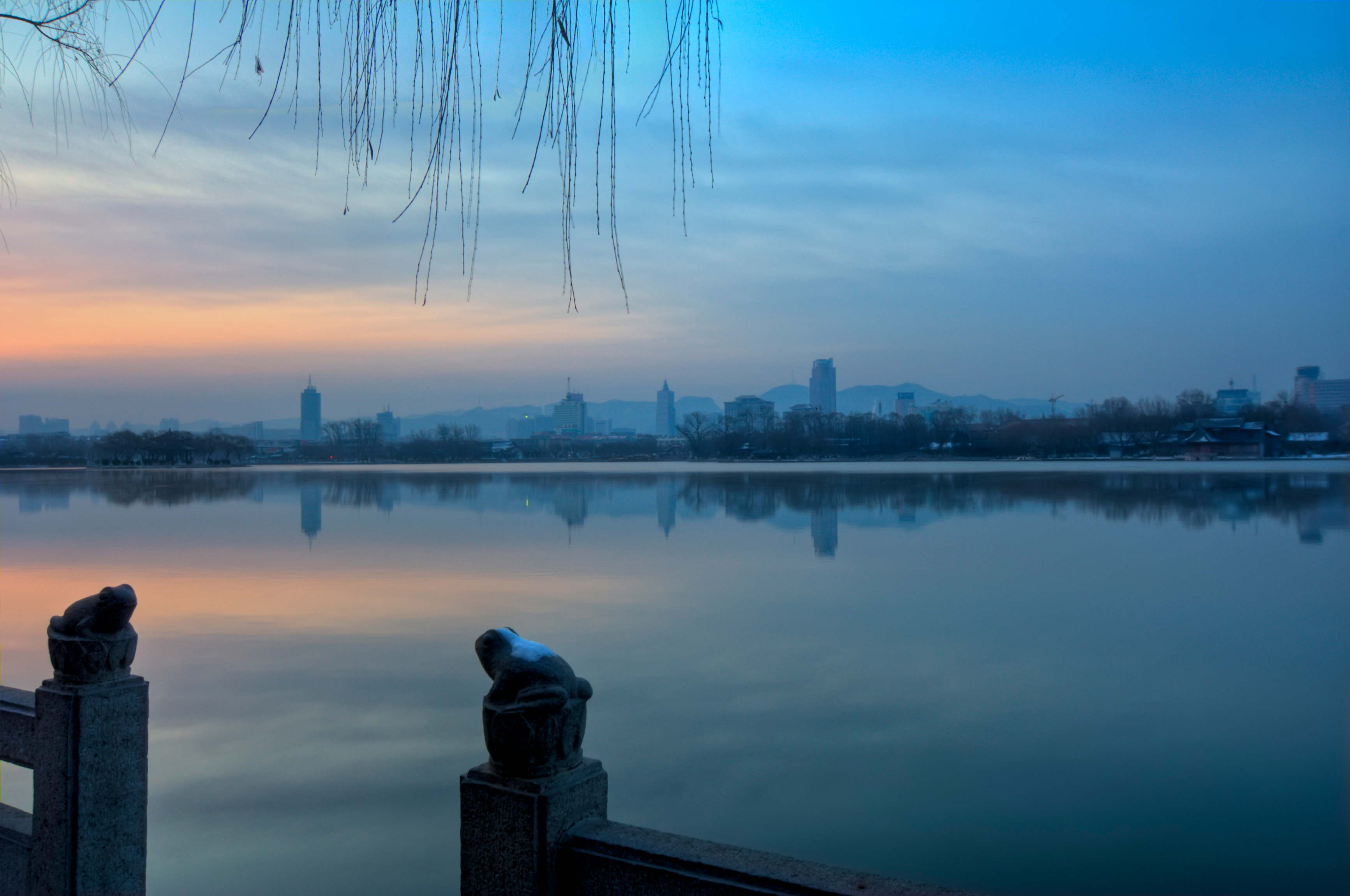
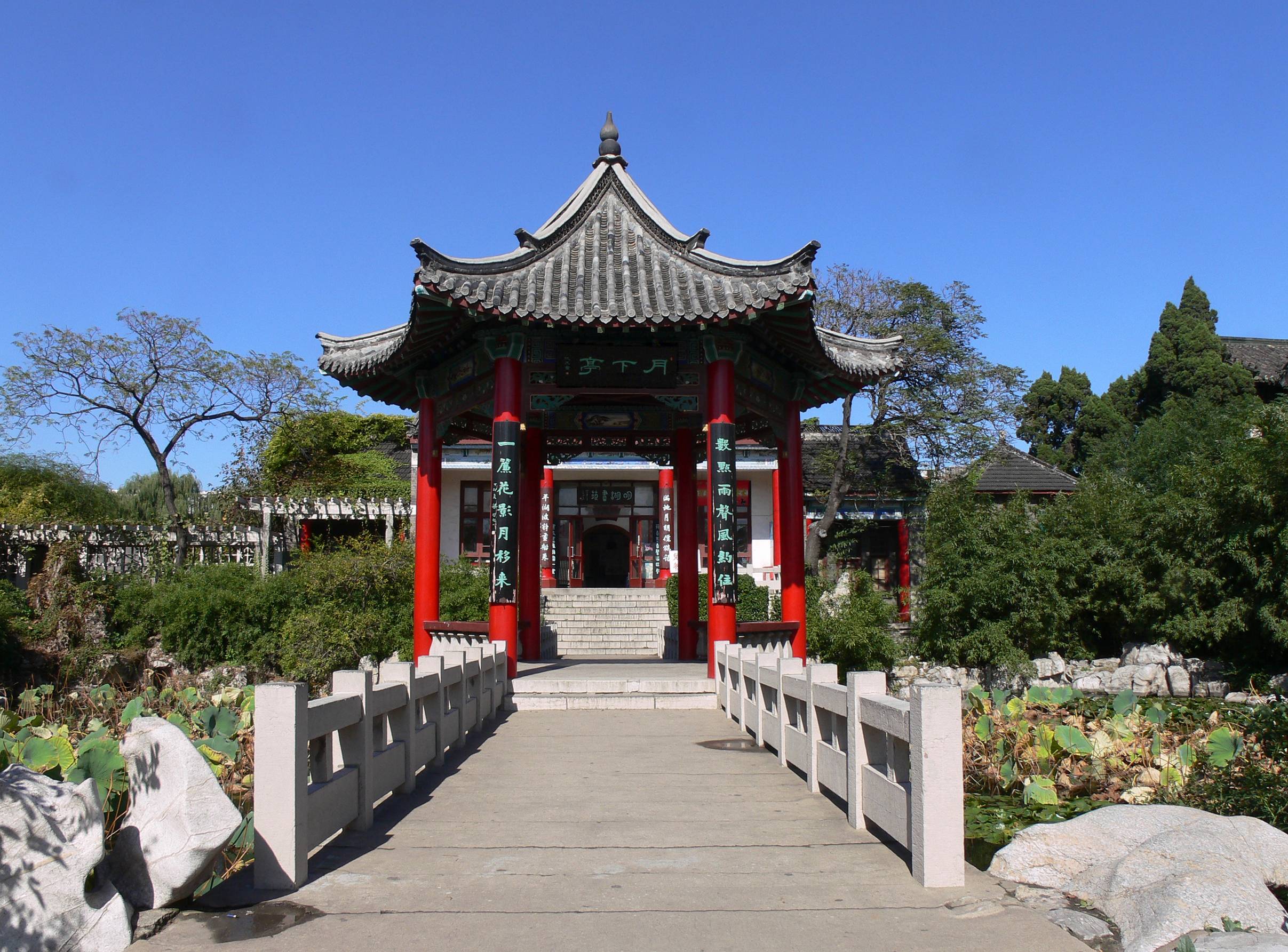
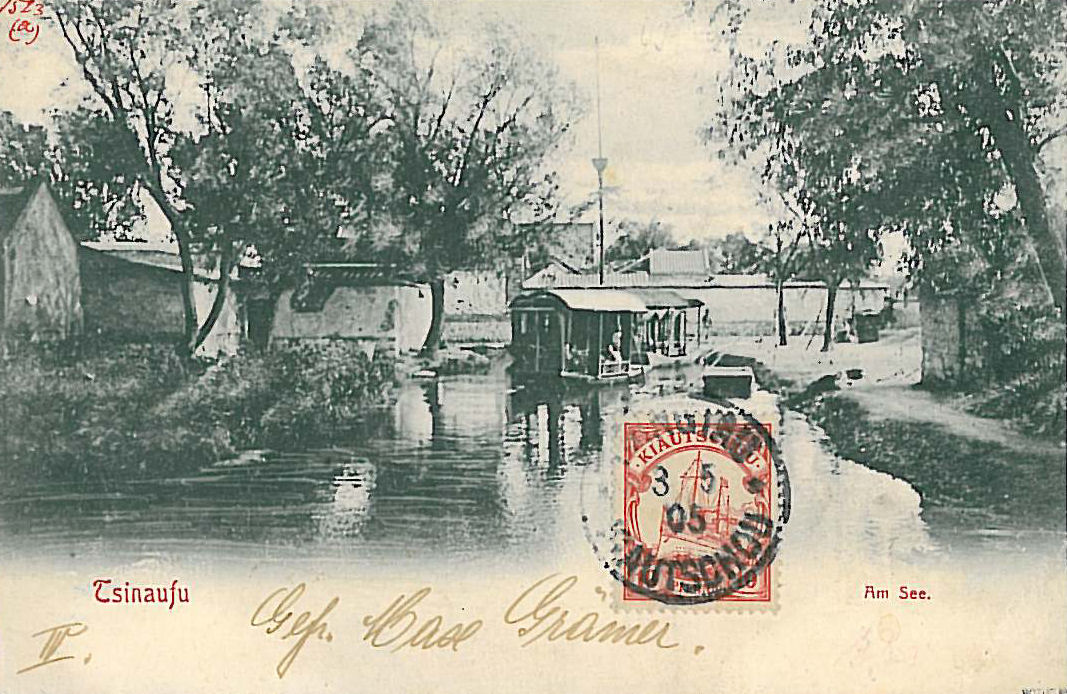
На открытке начала XX века